# Inge Aigner
Ingeborg „Inge“ Aigner (* 30. Jänner 1943 in St. Pölten) ist eine ehemalige österreichische Sprinterin und Hürdenläuferin.

## Karriere
Bei den Olympischen Spielen 1964 in Tokio erreichte sie über 100 m das Viertelfinale und schied über 200 m und über 80 m Hürden im Vorlauf aus.
1968 gelangte sie bei den Olympischen Spielen in Mexiko-Stadt über 80 m Hürden ins Halbfinale.
Bei den Europäischen Hallenspielen 1969 in Belgrad wurde sie Vierte in der 4-mal-195-Meter-Staffel und scheitere über 50 m und 50 m Hürden im Vorlauf.
Je viermal wurde sie Österreichische Meisterin über 80 m Hürden (1964, 1965, 1967, 1968) und 200 m (1964, 1965, 1967, 1968) und zweimal über 100 m (1964, 1968).

## Persönliche Bestzeiten
- 100 m: 11,7 s, 13. September 1964, Bratislava (ehemaliger nationaler Rekord)
- 200 m: 24,3 s. 22. August 1965, Konstanz (ehemaliger nationaler Rekord)
- 80 m Hürden: 10,83 s, 17. Oktober 1968, Mexiko-Stadt (nationaler Rekord)